# Alba och Adam
Alba och Adam är en svensk barnserie som sändes i SVT Barnkanalen i mars 2009. Serien består av tre, cirka 25 minuter långa, avsnitt. Den spelades in sommaren 2008 på Lidingö utanför Stockholm. Serien bygger på en barnbok av Inger Alfvén och Beate Grimsrud från 2008. Huvudrollerna spelades av Ellen Knutas och Allan Rashid.

## Handling

### Del 1
Sändningsdatum: 1 mars 2009.
Alba ska precis börja i andra klass och den första skoldagen känns det spännande, men också lite pirrigt. I klassrummet blir hon inte placerad bredvid sin bästa vän Klara vilket hon hade hoppats på, utan får veta att hon ska sitta bredvid Adam, en ny pojke som ska börja i klassen.
Efter den första skoldagen blir Alba sjuk och måste vara hemma så hon missar de första veckorna i skolan. Klara kommer med läxorna till Alba den första veckan, men sedan slutar hon att hälsa på henne. När Alba kommer tillbaka till skolan märker hon att något har förändrats medan hon var sjuk. Klara har blivit bästa vän med Lisa istället för med Alba. De vill bara leka med varandra och det finns ingen plats för Alba. Hon känner sig ensam och önskar att Lisa inte fanns så att Klara kunde vara hennes vän igen. 
Adam, den nya pojken, har börjat i klassen. De andra barnen i klassen vill inte leka med honom därför att han är annorlunda så han är också ensam. Adam ser att Alba är nedstämd. Han frågar om hon inte heller har någon att leka med och säger att om hon vill så kan de göra något. Alba går lite buttert med på detta, om det är där ingen ser dem. För hon kan väl inte vara vän med Adam? I en skogsdunge upptäcker de ett bilvrak, som i fantasin blir en rymdfarkost. Med "rymdfarkosten" far de till "månmonsterlandet".

### Del 2
Sändningsdatum: 8 mars 2009.
Alba och Adam börjar i hemlighet bli vänner. De har ett eget hemligt språk och i skogsdungen där bilvraket, deras rymdfarkost, finns, skapar de sitt eget rike, Kriawa, "månmonsterlandet", där snälla "månmonster" bor. 
Men en dag frågar Klara om Alba vill leka med henne. Alba svarar "ja", fast hon redan bestämt med Adam att de skulle leka. Alba följer med hem till Klara och de spelar datorspel, men Alba tröttnar till slut och går till skogen, där Adam väntar. Adam är sårad för att Alba inte kom som hon sagt och säger till Alba att han inte gillar sådana som ljuger. Men efter en stund förlåter han henne och de blir vänner igen. De pratar och Alba frågar Adam om han är glad att bo i Sverige. Adam svarar att han är glad att han har Alba att umgås med. En dag visar Adam för Alba att hans ena ben inte är ett riktigt ben, utan en protes, som han tvingas bära på grund av en skada till följd av kriget i hans gamla hemland Irak. På grund av detta haltar han lite och därför kallar alla honom för "Haltis".
En mystisk kvinna som Alba och Adam kallar "månmänniskan med hunden" kommer ofta till skogsdungen för att begrava döda djur. Vem är hon och varifrån kommer alla döda djur på hennes djurkyrkogård? En dag ser de att månmänniskan tappat sin plånbok. Alba och Adam plockar upp plånboken och lämnar tillbaka den till månmänniskan. Då får de veta att hon driver ett eget djursjukhus. Kvinnan tackar Alba och Adam och vill ge dem hittelön, men de tackar nej och säger att i månmonsterlandet är allt gratis.
I skolan vill Klara leka med Lisa, men Lisa säger "jag kan inte", fast i själva verket menar hon "jag vill inte". Då vill Klara helt plötsligt leka med Alba igen, och Alba svarar för att vara snäll "ja". Men medan hon är hos Klara tänker hon på Adam, och hon märker att hon egentligen inte tycker att det är så roligt att umgås med Klara. Mitt under leken berättade Klara att någon på skolan påstått att Alba är kär i Haltis, alltså Adam. Av osäkerhet över vad Klara och de andra barnen i klassen ska tycka om de vet att hon är Adams vän svarar Alba att hon inte alls är bekant med honom. Senare springer Alba till skogsdungen, men Adam är inte där. På marken har någon skrivit med en pinne. Alba skriver ett svar, men suddar sedan ut det. Hon tänker att hon vill vad hon inte ville.

### Del 3
Sändningsdatum: 15 mars 2009.
Alba gillar att leka med Adam, men vill dölja att de är vänner, för alla i klassen gillar inte Adam. Och Alba vill inte vara utanför. Men ett rykte börjar gå.
Adam är inte i skolan. Läraren frågar om någon kan ta med sig läxorna till Adam, men ingen i klassen vet var han bor. Men efter lektionen när alla andra har gått går Alba fram till läraren och säger att hon kan ta med läxorna till Adam. Läraren frågar om hon vet var han bor, och Alba nickar. Alba går hem till Adam och blir väl mottagen av hans mamma. Alba går in på Adams rum. Adam är ledsen och säger att Alba inte kom till skogsdungen som han trodde att hon skulle göra, och att hon ljög igen. Alba, ledsen som hon är för det inträffade, ber om ursäkt. 
En dag i skolan pratar de om rymden. Läraren frågar Alba vad hon vet om månen. Alba svarar att där inte finns någon luft och inget liv, och att bara månmonster kan överleva där. Läraren säger att det var ett bra svar, men att det inte finns några månmonster. Då frågar Ella om det finns liv i rymden förutom på jorden. Läraren svarar att ingen riktigt vet om liv existerar på andra planeter än jorden eller ej. Sedan visar läraren en film för klassen om ett svårt krigshärjat flyktingläger. Efter filmvisningen säger läraren till klassen att de ska samla in pengar och skicka till detta läger, genom att arrangera en loppmarknad. 
Alba och Adam går till månmänniskan med hunden och berättar om loppmarknaden de ska ordna i skolan och hon skänker dem flera saker som hon inte behöver och som de kan sälja på loppmarknaden. I hennes hus får de se några kattungar och de får ha varsin som sin egen. Därefter går de tillbaka till skolan.
I skolan frågar Klara om Alba vill leka med henne, men Alba ljuger och säger att hon inte kan. Klara börjar bli misstänksam. En dag när Alba och Adam går in i skogen för att leka följer Klara och Lisa efter dem och kikar på dem i smyg. När Alba och Adam går till djurkyrkogården är månmänniskan med hunden där. Klara och Lisa tjuvkikar på dem, men blir nästan upptäckta när månmänniskans hund känner lukten av dem och rusar mot dem och skäller. Då springer de iväg och när de kommer till skolgården berättar de för de andra i klassen vad de har sett. 
Ryktet sprider sig och bland alla otydliga viskande ord hör Alba en dag Klara säga "skogen". Alba inser att de andra i klassen på något sätt har upptäckt hennes och Adams dessförinnan hemliga vänskap. Hon ger sig av till skogsdungen för att varna Adam. Men när hon kommer fram till Adam kommer några andra barn nedrusande från skolgården och omringar dem. Tjejerna, Klara, Lisa och Ella, tar tag i Alba och börjar reta henne genom att säga "Alba är kär i Haltis, Alba är kär i Haltis". Samtidigt tar killarna, däribland Jocke och Ilkka, tag i Adam och hotar honom med stryk om han inte erkänner sin vänskap med Alba. Men Adam säger inget. Ilkka ställer sig framför Adam och säger "Hur ska du ha det? Tänker du erkänna eller? Annars slår jag dig." Adam svarar att han inte slåss. Ilkka mister tålamodet, och säger till sina kompisar att slå honom, men då skriker Alba att det får de inte göra, för han saknar ett ben. Alba sliter sig loss från flickorna, men Jocke och en annan kille tar tag i henne och håller fast henne. Ilkka frågar Adam om han är feg. Adam håller tyst och svarar inte. Då slår Ilkka till honom så att han börjar blöda näsblod. Adam försöker få dem att tro på att det är sant att han saknar ett ben, men de tror inte på honom förrän han visar det. När de får se det ångrar de mobbningen och Adams relation till de andra klasskamraterna blir därefter mycket bättre. Alba och Adam behöver inte dölja sin vänskap mer och nästa dag håller klassen loppmarknaden.